# 政策創造研究科
政策創造研究科（せいさくそうぞうけんきゅうか）は、日本の大学院研究科のうち、政策学に関し、高度知識社会における国際的な視野のもとで、知的資源を活用して具体的に政策を形成し、課題を解決する政策創造能力の養成を目的として、高度な教育・研究を行う機構の1つである。

## 概要
博士前期課程（修士課程）および博士後期課程（博士課程）、あるいはそれに相当する課程で構成される。
学位は、修士課程は修士（政策学）を、博士課程は博士（政策学）を修めることができる。
学部課程には基本となる政策創造学部がある。

## 政策創造研究科を置く大学

### 私立
| - 法政大学（2008年度〜） |